# Алігатор Алькатрас
«Аліга́тор Алькатра́с» (англ. Alligator Alcatraz) — це імміграційний центр утримання, зведений на території тренувально-перехідного аеропорту Дейд-Кольєр у Національному заповіднику Біг-Сайпресс в Очопі, Флорида, США. Проєкт, анонсований у червні 2025 року генеральним прокурором Джеймсом Утмаєром та підтриманий губернатором Флориди Роном ДеСантісом, розташований в Еверглейдс на захід від Маямі та оточений «водами, що кишать алігаторами та пітонами».
Назва є алюзією як на місцеву популяцію рептилій, так і на колишню в'язницю суворого режиму Алькатрас у затоці Сан-Франциско, Каліфорнія.

## Передумови
Імміграційне затримання в США розпочалося в 1855 році з використання замку Клінтон на Мангеттені (разом із морським госпіталем на Стейтен-Айленді для карантину) і в 1890-х роках перемістилося на острів Елліс. У 2003 році в рамках Міністерства внутрішньої безпеки було створено Імміграційну та митну поліцію США (ICE). ICE забезпечує дотримання імміграційних та митних законів США, головним чином використовуючи слідчі методи для затримання та утримання осіб, підозрюваних у їх порушенні.
У серпні 2015 року під час своєї президентської кампанії 2016 року Дональд Трамп запропонував масову депортацію нелегальних іммігрантів як частину своєї імміграційної політики. Трамп та його прихильники, такі як Стівен Міллер, заявляли, що нелегальних іммігрантів доставлятимуть на «великомасштабні перевалочні пункти поблизу кордону, найімовірніше в Техасі», де їх утримуватимуть в таборах для інтернованих перед депортацією.

## Історія
ДеСантіс послався на чинний з 2023 року імміграційний «надзвичайний стан», щоб захопити аеродром, що належав округу, та прискорити будівництво без звичайних закупівель чи екологічних експертиз. 21 червня 2025 року він мобілізував команду приватних компаній для будівництва об'єкта, розрахованого на 5 000 затриманих нелегальних іммігрантів, та розгорнув Національну гвардію для охорони об'єкта.
19 червня 2025 року Утмаєр публічно анонсував центр утримання у відео, опублікованому в Twitter, де він назвав його «Алігатор Алькатрас». Згодом ця назва стала офіційною назвою об'єкта.
Утмаєр описав ділянку площею 39 квадратних миль (100 км2) як «найкращий природний периметр, який не купиш за гроші», стверджуючи, що дика природа Еверглейдс є стримуючим фактором для втікачів. Державні чиновники також стверджували, що розташування об'єкта та його вразливість до ураганів спонукатимуть нелегальних іммігрантів до самодепортації. Центр розташований на захід від Маямі, до нього веде траса 41 (також відома як Таміамі Трейл).
Президент Дональд Трамп та міністр внутрішньої безпеки Крісті Ноем приєдналися до ДеСантіса та інших лідерів штату Флорида у вівторок, 1 липня 2025 року, на відкритті імміграційного центру утримання. Трамп похвалив новий комплекс, сказавши: «Він може бути таким же добрим, як справжній Алькатрас».
Перша група іммігрантів-затриманих прибула 3 липня 2025 року, розпочавши роботу об'єкта. Деякі затримані повідомляли про жорсткі умови в установі, посилаючись на обмежений доступ до води, недостатнє харчування та обмеження у відправленні релігійних обрядів.

## Реакція
ДеСантіс стверджував, що об'єкт допоможе Імміграційній та митній поліції (ICE) та місцевим в'язницям впоратися з депортаційною політикою федерального уряду. Анонс об'єкта призвів до збільшення внесків на кампанії республіканців штату, що спонукало Республіканську партію Флориди розпочати продаж сувенірної продукції з символікою «Алігатор Алькатрас».
27 червня 2025 року коаліція на чолі з Друзі Еверглейдс, Центр біологічного різноманіття та плем'я Мікосукі подала позов до федерального суду з вимогою судової заборони до завершення повної екологічної експертизи та періоду громадського обговорення. Позивачі стверджують, що проєкт загрожує середовищу існування зникаючих видів та порушує як Національний закон про екологічну політику, так і захист культурних ресурсів племен. Державні та федеральні чиновники відхилили позов як «рутинну тактику затягування».
Талберт Сайпресс, голова бізнес-ради Мікосукі, зазначив, що не було проведено жодних досліджень впливу на навколишнє середовище, і що деякі села корінних народів знаходяться в межах 900 футів (270 м) від входу до табору. Плем'я Семіноли також виступило проти, посилаючись на священні землі.
Законодавці Демократичної партії ставлять під сумнів необхідність надзвичайних повноважень, називаючи проєкт перевищенням повноважень та екологічним ризиком. Деякі критики порівнюють об'єкт з нацистськими концтаборами, а дехто називає його «Алігатор Аушвіц».

### Громадська думка
Опитування, проведене YouGov, показало, що 48% американців виступають проти центру утримання, 33% підтримують його, а 18% не визначилися. 53% опитаних незалежних виборців висловилися проти об'єкта.